# 구글 보이스
구글 보이스(영어: Google Voice, 이전 이름: 그랜드센트럴/GrandCentral)는 구글의 원거리 통신 서비스로, 2009년 3월 11일에 시작되었다. 구글 보이스는 2009년 10월 기준으로 1,400,000명의 이용자가 있으며, 이 가운데 570,000명이 일 주일 연속으로 서비스를 이용하였다.
이 서비스는 구글의 전자 메일 서비스 Gmail의 모양을 본딴 웹 기반 애플리케이션에서, 또는 서비스의 안드로이드 및 iOS 응용 프로그램을 통해서 사용자가 직접 구성, 관리할 수 있다.
구글 보이스는 2010년 12월 기준으로 개인용 컴퓨터 대 전화 걸기, PC 대 PC 음성 및 영상 전화 걸기 기능을 구글 보이스 및 영상 대화 브라우저 플러그인(윈도, 인텔 기반 맥 OS X, 리눅스용으로 이용 가능)을 이용하는 전 세계의 사용자에게 제공한다.

## 같이 보기
- PrivatePhone
- Bandwidth.com